# Посольство России в Туркменистане
Посольство Российской Федерации в Туркменистане расположено по адресу: улица 1941 (Кипчак), дом 43 в столице Ашхабаде. Чрезвычайным и полномочным послом Российской Федерации в Туркменистане является Иван Волынкин.

## История
До 2016 года дипломатическая миссия России находилась в старом особняке по проспекту Сапармурата Туркменбаши, подаренном в середине XX века Советским Союзом индийскому лидеру Джавахарлалу Неру. В старом здании расположено консульство России.
После переезда в старом здании останется российское консульство.
Новое здание посольства России в Туркменистане на улице Кипчак в Ашхабаде построено летом 2015 года, строительство велось с 2012 года. Оно облицовано белым мрамором. Торжественное открытие состоялось в январе 2016 года при участии главы МИД России Сергея Лаврова, главы МИД Туркменистана Рашида Мередова и посла России в Туркменистане Александра Блохина.
В апреле 2021 года на территории Отдела науки и культуры Посольства России в Ашхабаде по согласованию с туркменской стороной был открыт памятник Ю. А. Гагарину.

## Список послов России в Туркменистане
1. Черепов, Вадим Георгиевич (27 марта 1992 г., № 317 — 31 декабря 1997 г., № 1388)
2. Щелкунов, Анатолий Викторович (31 декабря 1997 г., № 1389 — 13 мая 2002 г., № 460)
3. Молочков, Андрей Фёдорович (7 июля 2003 г., № 742 — Указ об освобождении от должности не найден)
4. Блатов, Игорь Анатольевич (16 января 2006 г., № 30 — 5 мая 2011 г., № 581)
5. Блохин, Александр Викторович (5 мая 2011 г., № 582 — 6 апреля 2023 г., № 252)
6. Волынкин, Иван Кириллович (с 6 апреля 2023 г., № 253)

## Другие представительства России в Туркменистане
Консульский пункт посольства России находятся в городе Туркменбашы. Также в Ашхабаде находятся торговое представительство России в Туркменистане и представительство МВД России по вопросам миграции.